# Quiruvilca
Quiruvilca es una localidad, ciudad peruana capital del distrito de Quiruvilca de la provincia de Santiago de Chuco, en el departamento de La Libertad. Se ubica a unos 130 kilómetros al este de la ciudad de Trujillo. Aproximadamente a 9 kilómetros al noreste de Quiruvilca se ubica la Mina Lagunas Norte que es operada por Barrick Gold Corporation. Se encuentra ubicada sobre los 4008 m s. n. m.

## Etimología
Se puede decir que proviene de dos palabras quechuas: KIRU cuyo significado es diente; y HUILLCA o VILCA cuyo significado es sagrado o plata. Esto hace que Quiruvilca signifique "diente sagrado" o "diente de plata", aunque este último es mayormente aceptado en el distrito por la relación minera de la zona, y la primera es una acepción que dio el escritor Francisco Izquierdo Ríos en su libro "César Vallejo y su Tierra" publicada en 1949.
Además el nombre esta en una ciudad inventada por César Vallejo en la obra El tungsteno cuya trama se sitúa en una ciudad llamada Quivilca, es dable decir que se inspiro en el pueblo de Quiruvilca por la similitud y el lugar de nacimiento de este, Santiago de Chuco, además de que la trama menciona a la minería y este es un pueblo caracterizado por eso, ser muy dependiente de la minería.

## Calles y barrios
Al ser un asentamiento minero pequeño que se fue construyendo de acuerdo a como fueron llegando las personas a vivir en aquel lugar la estructura de las calles es confusa.
Las calles principales de la ciudad son:
- Leoncio Prado
- Jr. Trujillo (Calle principal)
- Jr. Miraflores

Los barrios más importantes son:
- El Bronce
- San Carlos
- 12 de julio

## Estructuras
La municipalidad distrital de Quiruvilca (MDQ) se ubica en el centro de la ciudad, en la plaza, en Jr. Trujillo 165.
Tiene un cementerio ubicado a las afueras de la ciudad. Además tiene un mirador ubicado en la parte alta de un cerro en donde hay una canchita de futbol con gras sintético. Respecto a las canchitas de futbol, se encuentran diseminadas en varias zonas (Hay uno en cada barrio).
La ciudad cuenta con 2 centros de atención médica. Uno del EsSalud cerca del terminal (un tipo de Terrapuerto) y un centro de salud a cargo del Minsa.
Hay un estadio de Futbol que se usa con fines festivos, carnavalescos cuando no hay deporte.
Tiene un basurero ubicado cerca de la ciudad en donde confluyen los desechos que la municipalidad recoge con lo las demás personas desechan.
La fauna es pobre, mayormente es pasto largo (a veces conocido como cola de caballo). La rocas son de color grisáceo y amarillento.

## Economía
Fuertemente influenciada por la minería extractiva se ve incapacitada totalmente de generar ingresos sin la suficiente fuente de ingresos que esta tiene. Por lo que una de sus principales fuentes de ingresos es la minería informal y en menor medida los diversos productos que venden los campesinos de los caseríos en momentos de carnaval o (minoritariamente) siendo vendedores de alimentos e insumos a restaurantes. La mayoría de la gente subsistía de los anteriormente trabajadores de la minera Pan American Silver desde 1994 hasta su liquidación en 2017-2019.

## Cultura
La festividad de creación del distrito y las fechas de la creación de la república del Perú crean ambientes propicios para la manifestación cultural en los meses de noviembre y julio respectivamente
Esto propicio la creación de bandas de músicos y de danzas autóctonas (Payos mineros) basadas en otras desarrolladas en provincias. (Payos).

## Deportes
Ha tenido algunos equipos como la "Alianza Quiruvilca" inspirado en Alianza Lima. Entre otros.
Hay mini campeonatos entre colegios a nivel nacional.

## Educación
En Quiruvilca están presentes las siguientes instituciones educativas:
- I.E. N° 80546 ESPM/A1 Manuel González Prada - Quiruvilca[7]
- I.E. ESPM/A1 Ricardo Palma-Quiruvilca
- I.E. Fiscalizada